# Amity Foundation

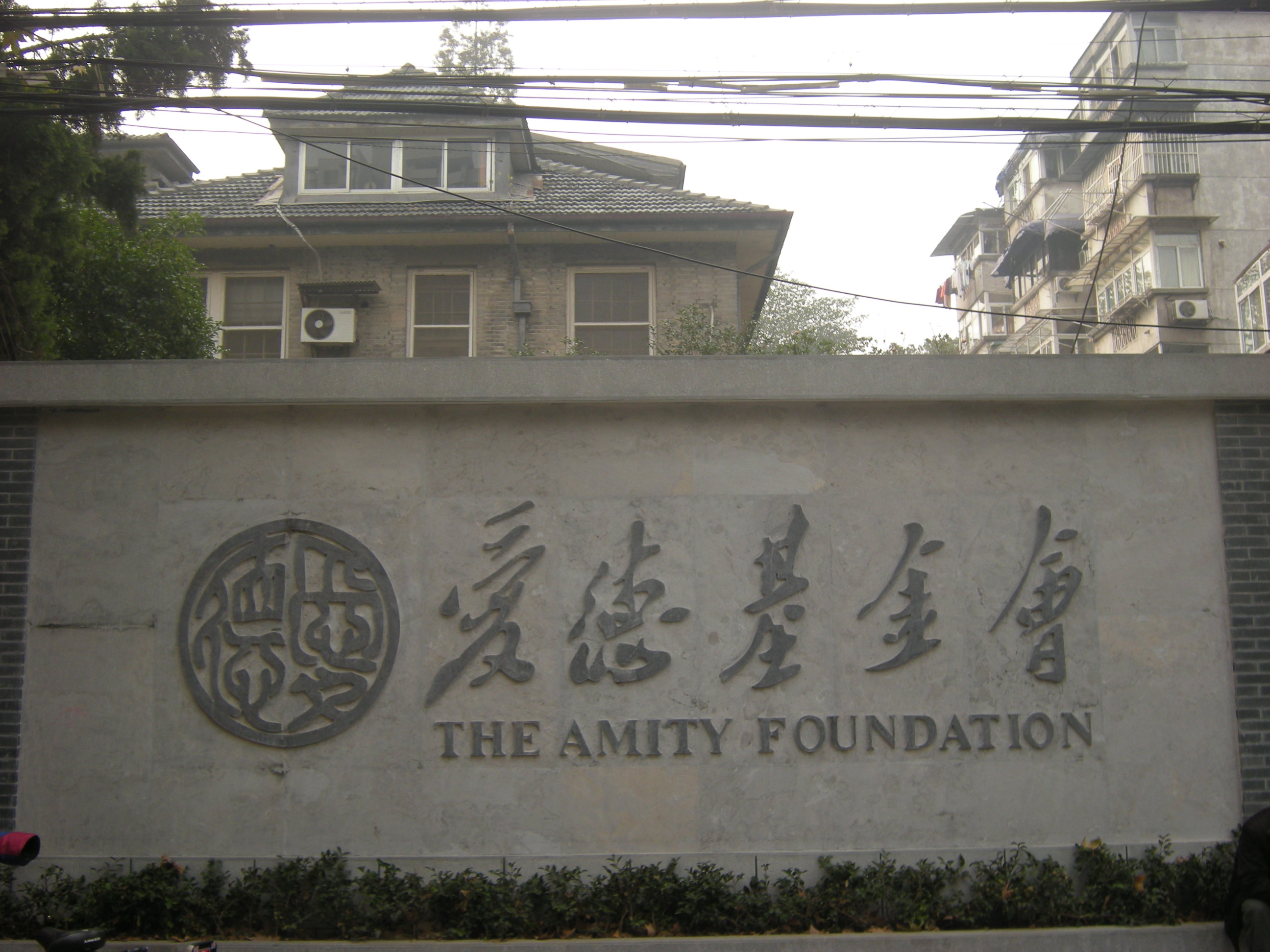
Zentrale der Amity Foundation in Nanjing

Die Amity Foundation (爱德基金会 Àidé Jījīn Huì) ist eine christliche (protestantische) Nichtregierungsorganisation in der Volksrepublik China. Sie ist in der Entwicklungshilfe tätig und betreibt daneben als Joint Venture mit dem Weltbund der Bibelgesellschaften die wahrscheinlich größte Bibeldruckerei weltweit.

## Gründung
Die Amity Foundation wurde am 18. April 1985 in Nanjing gegründet. Sie geht auf eine Initiative von Bischof Ting Huang Ksun († 2012) zurück. Ting kam aus der anglikanischen Tradition und studierte an der Saint John’s University in Shanghai. Er lebte von 1946 bis 1951 mit seiner Familie in den Vereinigten Staaten und war Absolvent des Union Theological Seminary. Nach China zurückgekehrt, schloss er sich der Patriotischen Drei-Selbst-Bewegung an. 1980 wurde er Präsident des neugegründeten Chinesischen Christenrats und stand zudem dem Nanjing Theological Seminary über 50 Jahre hindurch vor. Theologisch war Ting von der Befreiungstheologie sowie vom Werk Teilhard de Chardins beeinflusst. Daraus leitete er den Auftrag der Christen zur Mitarbeit am Aufbau einer sozial gerechten chinesischen Gesellschaft ab (Social Gospel).
Erster Generalsekretär der Amity Foundation war Wenzao Han († 2006). Seiner Ausbildung nach war er Ingenieur und wurde in seinen christlichen Überzeugungen entscheidend durch den YMCA in Shanghai geprägt. Auch er war Funktionär in der Patriotischen Drei-Selbst-Bewegung und Präsident des Christenrats. „Was entscheidend auch bei Wenzao Han ist, ist dies, dass sein Verständnis von Christsein und von Kirche politisches und gesellschaftliches verantwortliches Handeln einschloss. Das hat ihn an die Seite der kommunistischen Staatsführung gebracht.“
Die Amity Foundation begann mit drei Mitarbeitern und zwei Tischen in der Ecke eines Kaufhauses in Nanjing. Versuchsweise wurde ihr die Beschäftigung von ausländischen Englischlehrern und der Betrieb einer kleinen Druckerpresse genehmigt. Um langfristig in China arbeiten zu können, ergriff Amity einige Vorsichtsmaßregeln. Die Lehrkräfte wurden gründlich überprüft und verpflichtet, nicht selbständig Evangelisation zu betreiben und ausschließlich mit staatlich registrierten christlichen Gemeinden Kontakte zu haben. Ansonsten lag der Fokus auf der sozialen Arbeit. Die lokalen Parteikader waren zunächst ablehnend eingestellt. Oft wurde eine Tätigkeit von Amity nicht erlaubt mit der Begründung, in dem jeweiligen Gebiet lebten keine Christen. Entwicklungshilfe anzunehmen, so argwöhnten lokale Behörden, machte auf höherer Ebene der Partei keinen guten Eindruck. Es dauerte rund zehn Jahre, bis Amity auf nationaler Ebene bei den Behörden so viel Anerkennung gewonnen hatte, dass auch die Kooperation auf lokaler Ebene davon profitierte.
Im März 1993 erfolgte die strategische Entscheidung, mit der Mehrheit der Projekte im Westen Chinas tätig zu werden.
Staatliche Auszeichnungen für Amity (Auswahl):
- 1997: Nationale exemplarische Organisation für Behindertenhilfe,
- 1999 und 2009: Exemplarische Organisation für nationale Einheit und Fortschritt,
- 2006: Nationalpreis für die Verminderung der Armut.

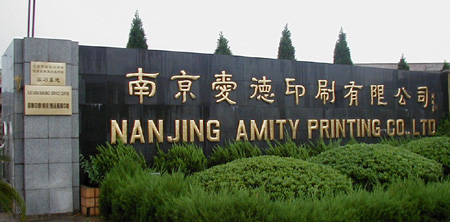
Druckhaus Amity Printing Company

## Tätigkeitsfelder
Die Amity Foundation entwickelte eine breit gefächertes Aufgabenfeld. Dazu gehört Erziehung, Gesundheit, Sozialfürsorge, Umweltschutz, Frauenbildung. Sie ist in 31 Provinzen auf dem chinesischen Festland vertreten.
Abgesehen zu diesen sozialdiakonischen Aufgaben, widmet sich die Amity Foundation auch der Verbreitung von chinesischen Bibeln, Gesangbüchern und christlicher Literatur. Die Amity Printing Company hat in der Volksrepublik China das Monopol für den Druck dieser christlichen Medien.
Im Hauptquartier in Nanjing arbeiten fast 90 hauptberufliche Kräfte; die gesamte Mitarbeiterschaft besteht aus annähernd 1000 Personen. Es sind nicht ausschließlich evangelische Christen, wie auch das protestantische Profil in der praktischen Arbeit eher zurücktritt.
Amity leistet Entwicklungshilfe und Katastrophenhilfe aktuell in einer Reihe von chinesischen Provinzen (Guizhou, Yunnan, Shaanxi, Guangxi, Hunan, Sichuan, Innere Mongolei, Gansu, Qinghai, Ningxia, Shanxi, Jiangsu und Fujian) und weltweit (Nordkorea, Kenia, Philippinen, Nepal, Ecuador, Sri Lanka, Äthiopien).
Ein Schwerpunkt von Amity ist die Verbesserung der Lebensbedingungen für die chinesische Landbevölkerung. In diesem Rahmen werden Dorfmediziner geschult und Dorfkliniken gebaut, es gibt HIV-Vorsorge und Integrationsangebote für HIV-betroffene Menschen und ihre Familien.

## Internationale Partner
„Für den chinesischen Staat ist Amity eine wichtige, staatlich kontrollierte Sozialagentur mit finanziell nicht unwichtigen Auslandskontakten.“ Zu den deutschen Partnern der Amity Foundation gehören:
- Brot für die Welt
- China Infostelle
- Mission EineWelt – Centrum für Partnerschaft, Entwicklung und Mission der Evangelisch-Lutherischen Kirche in Bayern
- Zentrum für Mission und Ökumene – Nordkirche weltweit – Missionswerk der Nordkirche[8]
- Evangelisches Missionswerk in Deutschland (EMW).